# Piedralaves
Piedralaves ist ein zentralspanischer Ort und eine Gemeinde (Municipio) mit 2.150 Einwohnern (Stand: 2024) in der Provinz Ávila in der Autonomen Region Kastilien-León. 

## Lage und Klima
Piedralaves liegt auf der Südseite der Sierra de Gredos am südwestlichen Rand der Provinz Ávila in einer Höhe von ca. 715 m. Die Entfernung nach Ávila beträgt knapp 45 km (Fahrtstrecke) in nördlicher Richtung. Am südlichen Rand der Gemeinde fließt der Río Tiétar entlang. Das Klima ist gemäßigt bis warm; der Regen (ca. 551 mm/Jahr) fällt mit Ausnahme der trockenen Sommermonate übers Jahr verteilt.

## Bevölkerungsentwicklung
| Jahr      | 1970 | 1981 | 1991 | 2001 | 2011 | 2021 |
| Einwohner | 2133 | 2096 | 2155 | 2087 | 2298 | 2136 |

## Sehenswürdigkeiten
- Antoniuskirche
- Rathaus
- Uhrenturm
- Botanischer Garten im Tal des Tiétar

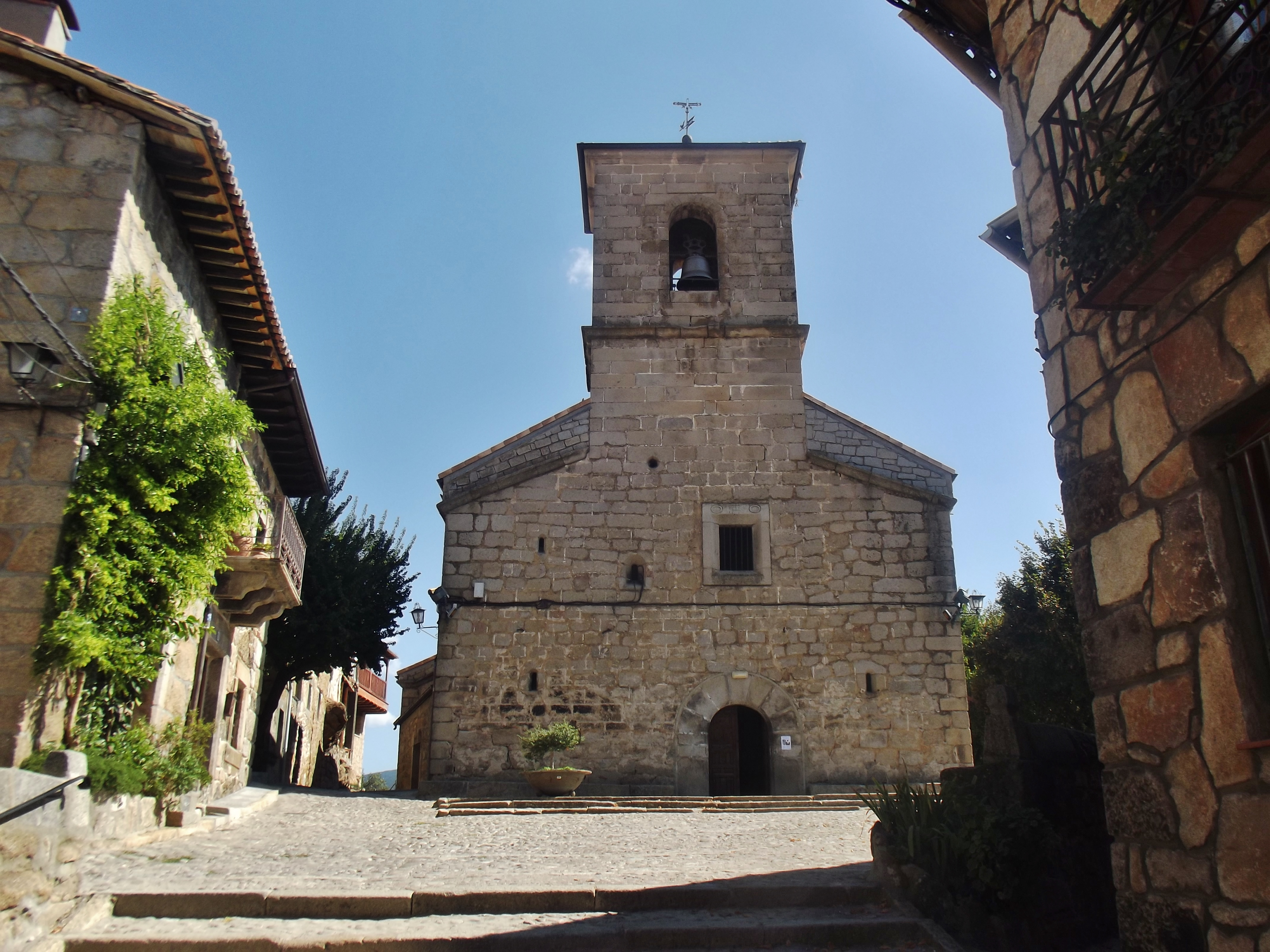
Antoniuskirche
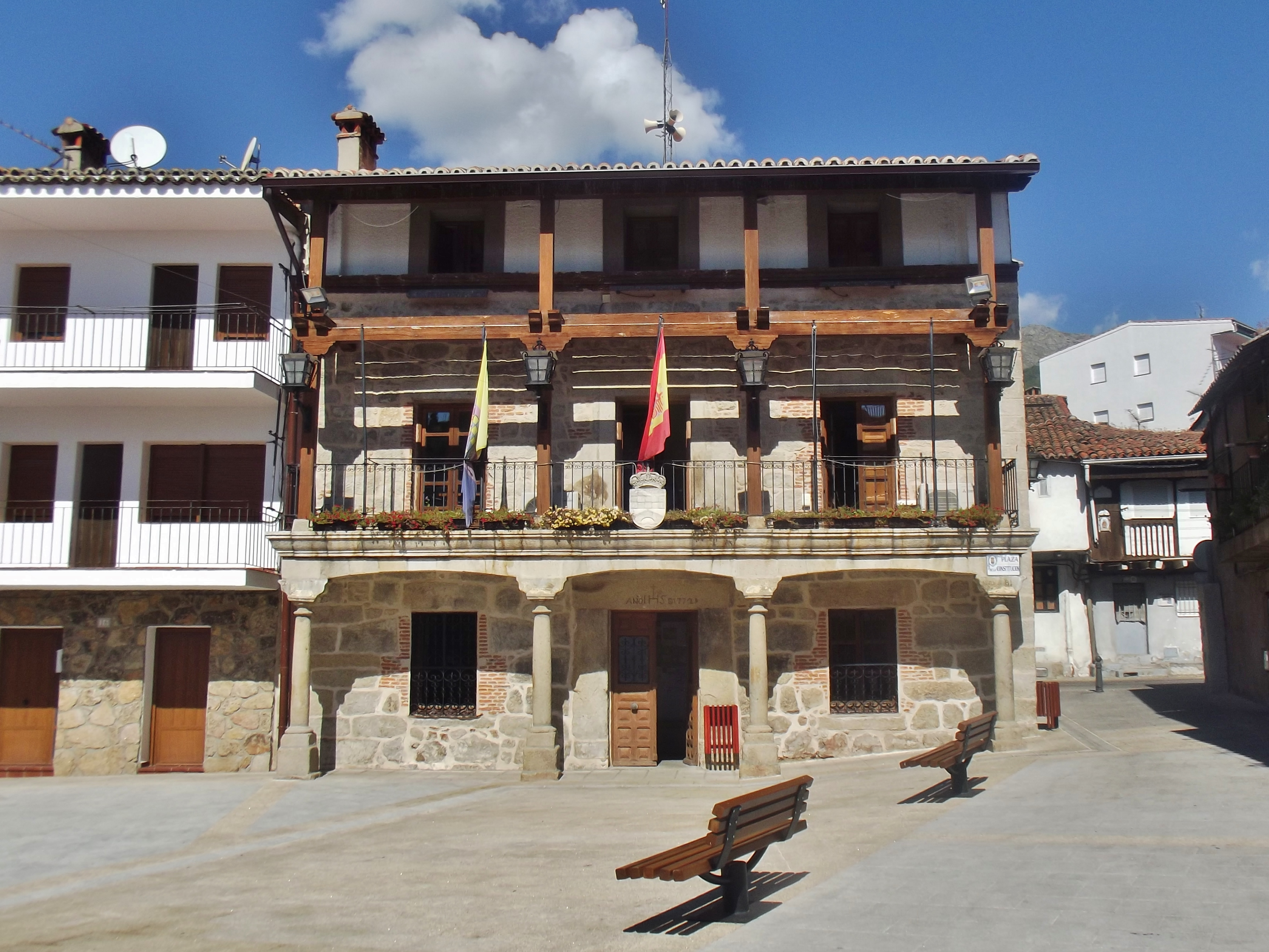
Rathaus
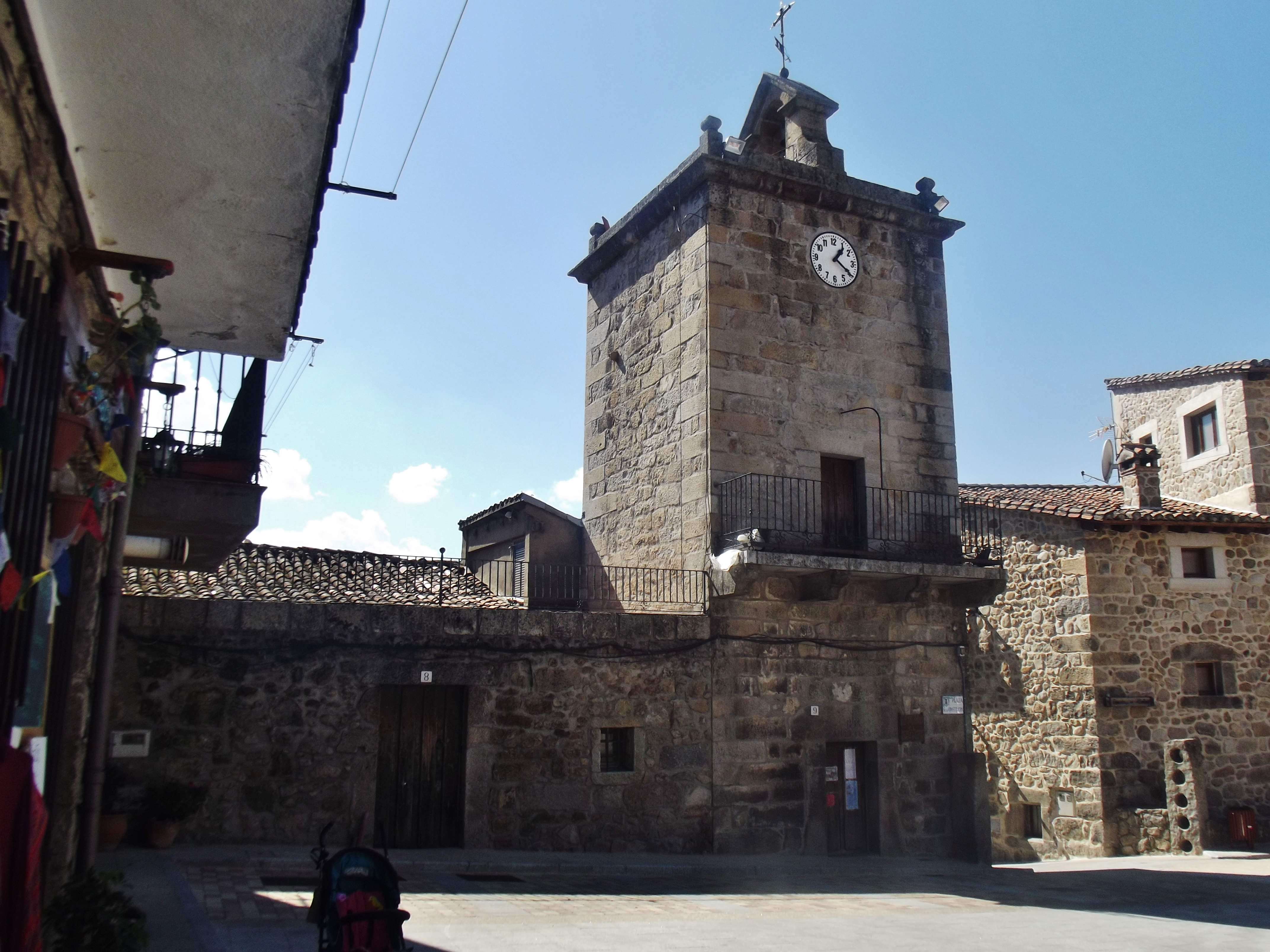
Uhrenturm

## Gemeindepartnerschaft
Mit der spanischen Gemeinde Moral de Calatrava in der Provinz Ciudad Real besteht eine Partnerschaft.

## Persönlichkeiten
- José del Olmo Jiménez (genannt: Jarfaiter, * 1993/1994), Rappera